# Казахстанский институт стратегических исследований
Казахстанский институт стратегических исследований при Президенте Республики Казахстан (КИСИ) (каз. Қазақстан Республикасы Президенті жанындағы Қазақстан стратегиялық зерттеулер институты (ҚСЗИ) — казахстанское государственное научно-исследовательское учреждение, главной задачей которого является научно-аналитическое обеспечение деятельности главы государства и Администрации президента Казахстана. Институт проводит фундаментальные исследования по стратегическим проблемам внешней и внутренней политики, социально-экономического развития Казахстана, готовит материалы прогнозно-аналитического характера для руководства страны.

## История

### Становление
Прообраз института был создан в 1992 году в виде Центра стратегических исследований, который располагался в нынешнем здании КИМЭПа. Большая заслуга в появлении центра и преобразовании его в полноценный институт принадлежит его первому директору Умирсерику Касенову, дипломату по образованию и опытному международнику. Официальной точкой отсчёта истории Казахстанского института стратегических исследований является 16 июня 1993 года, когда институт был создан указом президента Казахстана Нурсултана Назарбаева в целях прогнозно-аналитического обеспечения стратегических аспектов внешней и внутренней политики Казахстана
Несмотря на поддержку руководства страны, в первые годы КИСИ сталкивался с серьёзными организационными трудностями: слабая материальная база, дефицит в стране опытных аналитиков, специалистов по международным отношениям. На работу в КИСИ приглашались выпускники спецотделения (языкового) Казахского государственного университета и Казахского государственного университета мировых языков, востоковеды и научные работники из Академии наук Казахстана.
В первое время стратегическое направление в институте развивалось во многом интуитивно. Во внешней политике институт должен был изучать вопросы национальных интересов и угроз безопасности Казахстана, места Центральной Азии в мировой геополитике, стратегии соседних со страной мировых держав. Помимо внешнеполитической проблематики, все большее значение стала приобретать и внутриполитическая. Это было особенно актуально для первой половины 1990-х годов, когда бурные реформы в политике, экономике и общественных отношениях сотрясали социальную и политическую жизнь Казахстана. Сформулировать ответы на эти и другие вопросы было одной из главных задач Института стратегических исследований.
Институт набирал опыт, рос его авторитет, в том числе и международный. В конце 1993 года в институте выступил известный американский политик и аналитик Збигнев Бжезинский, в апреле 1996 года институт посетил другой крупный американский политик, бывший госсекретарь США Джеймс Бейкер.
До 1995 года во внешнеполитической проблематике исследований института преобладала тема ядерного оружия на территории Казахстана и участие республики в Договоре СНВ-I. Институт очень быстро освоил геополитическую проблематику и активизировал исследования в области международной безопасности. В те годы У. Касенову и сотрудникам КИСИ приходилось непосредственно контактировать с ведущими западными аналитическими структурами в этой сфере.
У. Касенову удалось постепенно сплотить в институте группу высокопрофессиональных ученых и экспертов в самых разных областях знания: ядерной физике, экономике, синологии, исламоведении и т. д. Часть сотрудников перешла на работу в МИД Казахстана, что способствовало взаимодействию двух структур. В свою очередь, в КИСИ переходили мидовцы с их полезным практическим опытом.

### Конец 1990-х годов
Последовавший вслед за сменой в 1997 году руководителя период был сложным: в течение года с небольшим в институте сменилось три директора. Льву Таракову удалось восстановить кадровый потенциал КИСИ. При Л. Таракове были заложены основы современной структуры КИСИ, внедрялась новая методика исследований, укрепились связи с аналитическими структурами Администрации президента Казахстана, был налажен выпуск журнала «Казахстан-Спектр».
Л.Таракова на посту директора КИСИ сменила Алма Султангалиева, профессиональный востоковед. Благодаря ей политологические исследования приняли более академический характер, больше внимания стало уделяться проблемам ислама, что было немаловажно в условиях, когда стало возрастать значение исламского фактора в мировой политике и в регионе Центральной Азии.
В 1998 году во главе института стал политик, специалист-историк Ермухамет Ертысбаев, который смог наладить активный диалог с оппозицией, отстаивая государственные интересы. Главный печатный орган КИСИ — научно-аналитический журнал «Казахстан-Спектр» превратился в ведущее издание такого рода не только в Казахстане, но и в Центральной Азии. Е. Ертысбаев всячески поощрял академический рост своих сотрудников, при нём резко выросло число защищённых диссертаций, а выпуск научных монографий, коллективных и индивидуальных, стал частым явлением. В то же время ситуация осложнилась для КИСИ ещё тем фактом, что столица Казахстана была перенесена в Астану, что физически усложнило механизм взаимодействия между институтом и остальными государственными учреждениями.

### Современная история

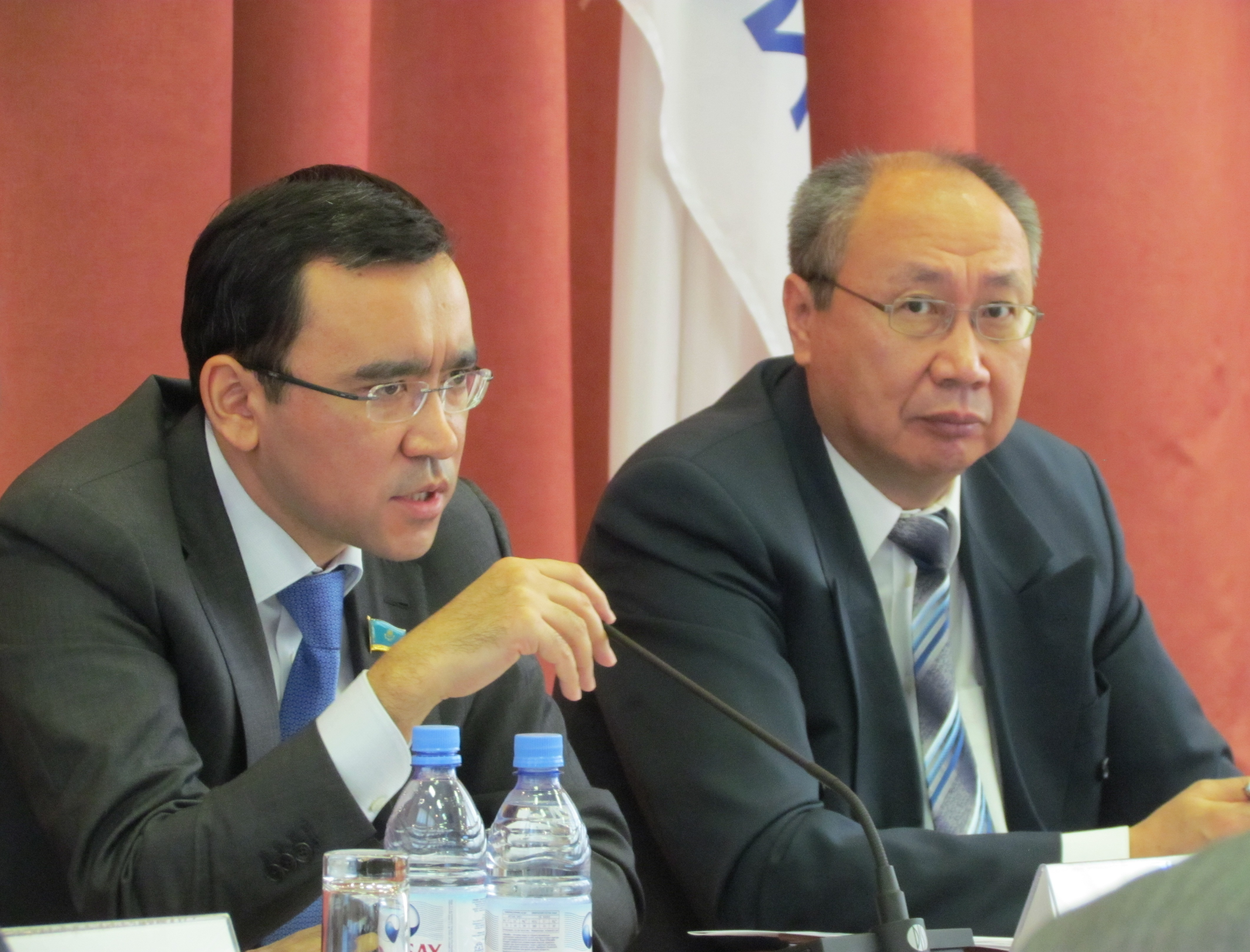
Маулен Ашимбаев и Булат Султанов. 11 января 2013 года.

В 2000 году в КИСИ было назначено новое руководство во главе с молодым учёным Мауленом Ашимбаевым, до этого возглавлявшим аналитический центр Администрации президента Казахстана, а непосредственное оперативное кураторство работой института осталось за Маратом Тажиным и созданным им президентским аналитическим центром. На новом этапе было усилено взаимодействие КИСИ с Советом безопасности и другими силовыми и аналитическими ведомствами. Этот процесс совпал с осложнением международной обстановки, ростом угроз безопасности Центральной Азии из Афганистана, бурными событиями 2001 года, антитеррористической операцией США и серьёзными изменениями всей геополитической обстановки. Все эти события нашли отражение в непосредственной деятельности института. При М. Ашимбаеве институт резко интенсифицировал свою работу на всех основных направлениях: внешняя и внутренняя безопасность, стратегия Казахстана в новых международных условиях, поступательное развитие экономики, каспийская проблематика. М. Ашимбаев обеспечил тесное взаимодействие Института с Администрацией президента и добился прямого использования аналитической продукции КИСИ соответствующими адресатами. В этот период резко возросло количество печатной продукции, выпускаемой институтом, количество журналов выросло до четырёх, в том числе один — на казахском и один — на английском языках. При М. Ашимбаеве в КИСИ в повседневную работу стал внедряться государственный язык. Существенно увеличилось количество аналитических разработок и научных публикаций на казахском языке. В дальнейшем эта тенденция не только сохранилась, но и стала нормой.
В 2005 году директором КИСИ был назначен Булат Султанов, который с его большим опытом дипломатической работы обеспечил тесное сотрудничество института с европейскими, в первую очередь, германскими партнёрами, среди которых — Германское общество внешней политики, Фонд науки и политики, Фонд Фридриха Эберта, Центр Дж. Маршалла, с азиатскими партнёрами в КНР и Индии, среди которых — Шанхайский институт международных отношений (ШИМИ), Университет имени Джавахарлала Неру и др., а также с российскими партнёрами, среди которых — Российский институт стратегических исследований (РИСИ), Институт мировой экономики и международных отношений РАН (ИМЭМО), Дипломатическая академия МИД России и МГИМО.
Кроме того, Б. Султанову удалось наладить регулярный выпуск монографических исследований и коллективных изданий, благодаря чему возросла академичность института, в кадровом составе увеличилось число докторов и кандидатов наук, появились основания говорить о возникновении собственной научной школы.
11 апреля 2014 года указом президента Казахстана Нурсултана Назарбаева было принято решение о передислокации КИСИ в Астану.
16 октября 2014 года распоряжением президента Казахстана Нурсултана Назарбаева директором КИСИ был назначен Ерлан Карин. В тот же день президент подписал указ, в соответствии с которым институт будет планировать свою деятельность, исходя из текущих и перспективных задач, поставленных президентом, руководителем Администрации президента Республики Казахстан и соответствующим его заместителем, а также будет работать под общим руководством Администрации президента Республики Казахстан и оперативным руководством соответствующего заместителя руководителя Администрации президента Республики Казахстан.
Под руководством Е. Карина КИСИ более активно работал в информационном поле, произошёл определённый ребрендинг института, стало больше исследований по проблеме религиозного экстремизма и терроризма.
28 февраля 2017 г. директором КИСИ была назначена Зарема Шаукенова, [1] известный социолог, доктор социологических наук, профессор, член-корреспондент Национальной академии наук Республики Казахстан.
В этот период перед институтом была поставлена цель перезагрузки в деятельности, связанная с новыми задачами. Произошла трансформация КИСИ как экспертно-аналитического центра, не только анализирующего ситуацию, но и задающего тональность дискурсам в политической повестке дня. Существенно обновилась линейка аналитической продукции КИСИ, в том числе с широким использованием результатов социологических исследований.
Институт становится более открытым для общественных и академических дискуссий, заняв центральную роль в экспертно-информационном сопровождении государственной политики, организуя полевые исследования, экспертные встречи, площадки и став одним из основных поставщиков аналитической продукции для руководства страны.
В КИСИ была сформирована трехзвенная структура соответствующая классическим корпоративным структурам: фронт-офис (спикеры), мидл-офис (анализ и исследования), бэк-офис (оргобеспечение) [2]. К своему 25-летнему юбилею в 2018 году КИСИ наработал и закрепил репутацию ведущего казахстанского «мозгового центра», серьезного инструмента «мягкой силы» в контексте продвижения государственной повестки в отечественной и зарубежной экспертной среде.

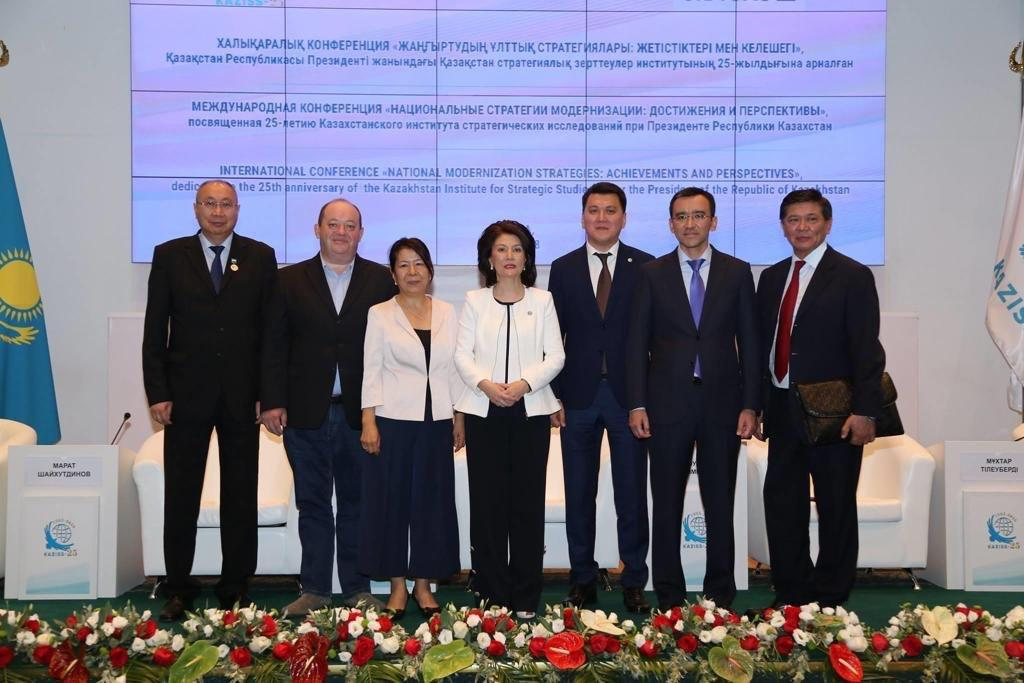
Директора Института на 25-летии КИСИ при Президенте Республики Казахстан — Астана, 2018 г.

Находясь в мировом экспертном мейнстриме, КИСИ активно поддерживает и развивает контакты с зарубежными исследовательскими и аналитическими структурами стран ЕС, США, России, КНР, Турции, Индии, Японии, Южной Кореи, Ирана. Особенно продуктивно экспертный диалог развивался с аналогичными аналитическими центрами стран Центральной Азии, в рамках которого с 2018 г. стали регулярно проводиться Центральноазиатские экспертные форумы в преддверии ежегодных консультативных встреч глав государств региона[1].
В рейтинге исследовательских и аналитических центров мира Пенсильванского университета Global Go To Think Tank Index Report по итогам 2015, 2016, 2017, 2018 гг. КИСИ оставался единственным казахстанским «think tanks» входящим в ТОП-150 лучших мозговых центров. По итогам 2019 года КИСИ возглавил топ рейтинг в номинации «Ведущие мозговые центры в Центральной Азии»[1].
С учетом роли и значения КИСИ в экспертно-аналитическом сопровождении государственной политики, указом президента Казахстана Касым-Жомарта Токаева в июле 2019 года позиции директора КИСИ был придан статус политического государственного служащего, параллельно была серьезно укреплена материально-техническая база института[2].
Наряду с ощутимым обновлением экспертного пула в КИСИ сохраняют и укрепляют лучшие традиции института, продвигая ценности предыдущих поколений ученых и исследователей, которые сделали вклад в его становление. Тем самым обеспечивается преемственность поколений и ретрансляция опыта.
Одним из главных достижений КИСИ за все годы функционирования является то, что он стал настоящей кузницей кадров, серьезной школой для многих общественных и политических деятелей. Многие казахстанские эксперты, играющие сегодня значимую роль на экспертном поле, имеют за плечами опыт работы в КИСИ, который мультиплицировал новые экспертные площадки, как государственные, так и неправительственные.
В январе 2022 года Казахстанский институт стратегических исследований при Президенте Республики Казахстан возглавил Еркин Тукумов — кандидат политических наук, выпускник Варшавского университета и Школы государственного управления имени Дж. Ф. Кеннеди Гарвардского университета, профессиональный дипломат. Ранее он работал в КИСИ с 1997 по 2005  год, пройдя путь от научного сотрудника до руководителя отдела.
С его приходом в институт начался этап институциональных реформ: укрепились связи с экспертным сообществом, были внедрены современные подходы в аналитической деятельности, созданы новые экспертные площадки («КИСИ GPS», экспертные советы по внешней политике и экономике, Совет региональных экспертов ). Также развиваются программы поддержки молодых аналитиков: более 40 специалистов подготовлены за три года, финалисты включаются в кадровый резерв института.
Среди стратегических направлений развития КИСИ — цифровизация и модернизация организационной структуры. В 2022 году институт был реструктурирован: десять исследовательских отделов были объединены в три центра — стратегического развития, международных исследований и экономического анализа . Запущены специализированные школы по изучению отдельных регионов (Центральная Азия, США, Европа и др.), внедрены IT-решения, включая серверную инфраструктуру, систему документооборота и инструменты на базе искусственного интеллекта.
В 2024 году была создана Региональная сеть КИСИ, охватывающая семь регионов Казахстана, что позволяет оперативно собирать и анализировать данные на местах. Также обновлена Программа поддержки молодых экспертов с фокусом на региональные кадры .
Одним из приоритетов стала интеграция научных изданий института в международное академическое пространство. Ведётся работа по включению англоязычного журнала КИСИ в базу Scopus.
КИСИ активно развивает своё присутствие в медиапространстве, представлено в социальных сетях TikTok, YouTube, Instagram, Telegram и других платформах. На YouTube-канале публикуются подкасты и видеолекции по актуальным темам внутренней и внешней политики, экономике и социологии.

## Структура
На 1 января 1994 года структура КИСИ включала в себя директорат, отдел внешней и оборонной политики, отдел экономического развития и экономической безопасности, отдел внутренней политики, отдел экологической безопасности, бухгалтерию, информационно-компьютерный отдел, библиотеку, отдел кадров, канцелярию, административно-хозяйственную часть.
По состоянию на 2025 год структура института имеет следующий вид:
- Руководство;

- Административный отдел;
- Отдел бухгалтерского учета, отчетности, планирования и государственных закупок;
- Отдел медиапроектов;
- Подразделение по защите государственных секретов;
- Отдел мониторинга общественного мнения;
- Отдел политических исследований;
- Отдел стратегического анализа;
- Отдел по работе с регионами;
- Отдел по работе с базами данных;
- Отдел азиатских исследований;
- Отдел европейских и американских исследований;
- Отдел международной безопасности;
- Отдел глобальной экономики и устойчивого развития;
- Отдел анализа экономической политики;
- Представительство в г. Алматы.

## Направления исследований
Международные исследования:
- оценка внешних факторов и международных процессов, складывающихся впоследствии геополитической турбулентности;
- внешнеполитические приоритеты стран Центральной Азии, Китая, Монголии, Турции, Ирана, а также перспектив развития Шанхайской организации сотрудничества;
- вопросы внешней политики и национальной безопасности Республики Казахстан в отношении стран Европы, США и восточной части европейского пространства.

Экономические исследования
- различные аспекты социально-экономического развития Республики Казахстан;
- оценка текущей ситуации в мировой экономике и потенциала ее влияния на национальную экономику;
- оперативная аналитика в части выработки предложений по антикризисным мерам в период и после паводков, в преддверии важных событий в области международных отношений и внутренней политики (заседание Высшего Евразийского экономического совета ЕАЭС, расширенное заседание Правительства РК, Саммита ШОС и пр.)

Внутриполитические исследования
- анализ государственной политики и общественно-политических процессов;
- комплекс социологических исследований «Слышащее государство: общественно-политические настроения и социальное самочувствие казахстанцев».

## Директора КИСИ
- Июнь 1993 года — май 1997 года — Касенов Умирсерик Тулешович
- Май — декабрь 1997 года — Тараков Лев Юрьевич
- Декабрь 1997 года — апрель 1998 года — Султангалиева Алма Кадыргалиевна
- Апрель 1998 года — май 2000 года — Ертысбаев Ермухамет Кабидинович
- Май 2000 года — май 2005 года — Ашимбаев Маулен Сагатханович
- Июль 2005 года — октябрь 2014 года — Султанов Булат Клычбаевич
- Октябрь 2014 года — февраль 2017 года — Карин Ерлан Тынымбайулы
- Февраль 2017 года — январь 2022 —  Шаукенова Зарема Каукеновна
- Январь 2022 года —  июнь 2025 — Тукумов Еркин Валитханович
- Июнь 2025 года — Шаймарданов Жандос Нурланович

## Редакционно-издательская деятельность
- оперативный мониторинг информационного пространства;
- обеспечение связи с общественностью, PR;
- информационное наполнение сайта КИСИ и страниц в социальных сетях (Facebook, Twitter);
- издание научно-аналитических журналов «Казахстан-Спектр», «Коғам және Дәуір», «Central Asia’s Affairs»;
- издание книг, монографий, сборников материалов.

Институтом публикуется большое количество монографий, коллективных сборников, издаются три научно-аналитических журнала. «Казахстан-Спектр» издаётся с 1994 года и в разные годы входил в список изданий, рекомендованных Министерством образования и науки Республики Казахстан для обязательного использования при защите докторских диссертаций по специальностям «Политология», «Международные отношения», «История», «Экономика». С 2003 года выпускаются ежеквартальные журналы «Қоғам және дәуір» на казахском языке и «Central Asia’s Affairs» на английском языке. С 2021 года все журналы вошли в Перечень изданий, рекомендуемых Комитетом по обеспечению качества в сфере науки и высшего образования Министерства науки и высшего образования Республики Казахстан для публикации основных результатов научной деятельности.
В 2024 году прежде издававшийся журнал «Central Asia’s Affairs» прошел перерегистрацию и был переименован в THE JOURNAL OF CENTRAL ASIAN STUDIES . Журнал уже индексируется в Казахстанской базе цитирования, Google Scholar и в Перечне изданий КОКСОН, а также в базах данных ICI Journals Master List (IndexCopernicus, Польша) и Scilit (Швейцария). Поставлена цель вхождения англоязычного журнала КИСИ «Journal of Central Asian Studies» в базу данных Scopus.
Кроме того, институт регулярно выпускает монографические и коллективные издания по актуальным проблемам внешней и внутренней политики Казахстана, международным отношениями, безопасности и экономике. За 27 лет деятельности институтом было издано более 350 книг. В 2019 году сотрудниками КИСИ было опубликовано 92 научных статей и материалов, в том числе 21 — в зарубежных научных журналах и сборниках.